# 茨城県道229号取手谷中線

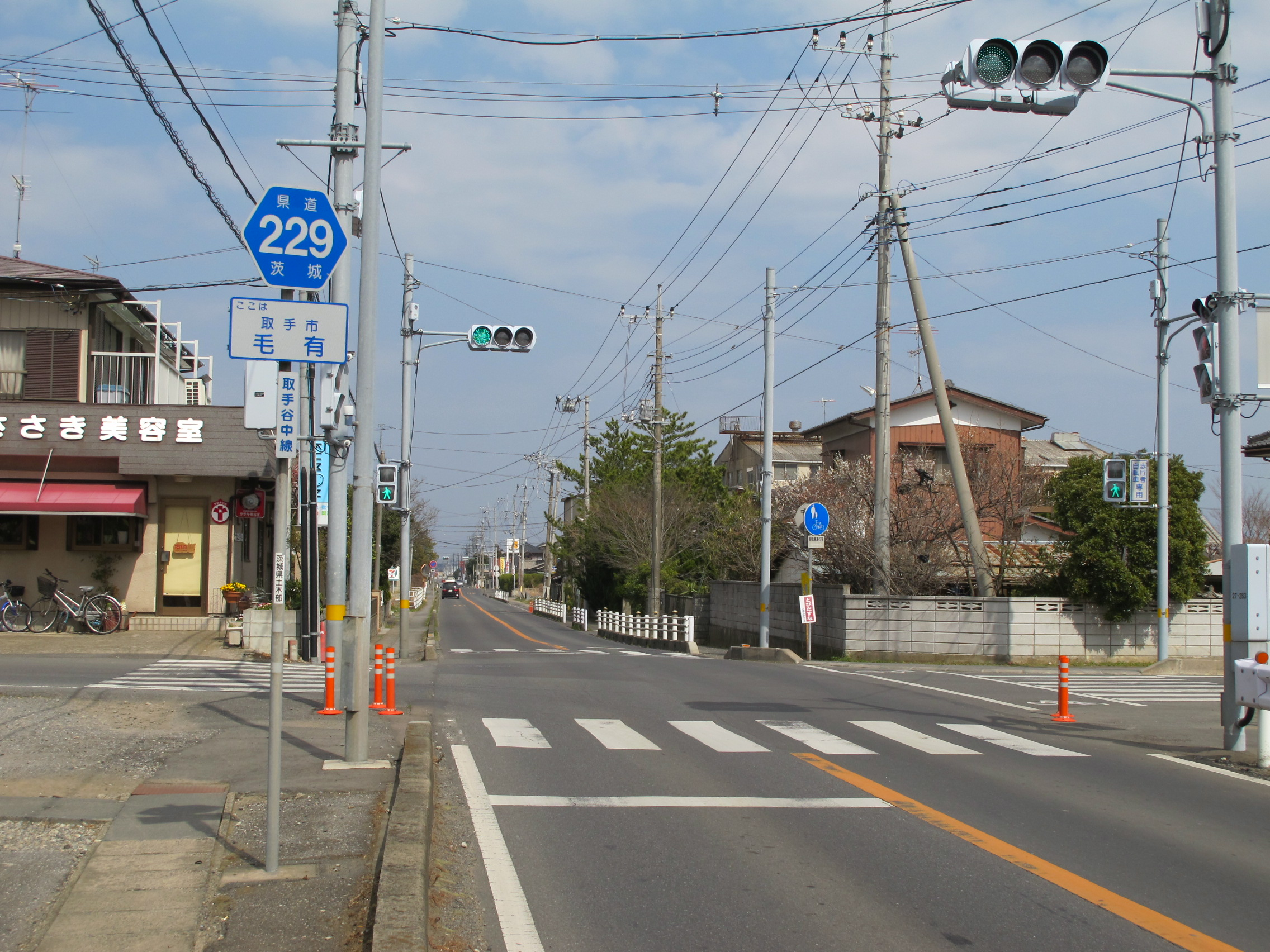
取手市毛有（2013年3月）

茨城県道229号取手谷中線（いばらきけんどう229ごう とりでやなかせん）は、茨城県取手市内の一般県道である。

## 概要
取手市青柳の県道取手東線交点を起点に北西方向に真っ直ぐ延びる道路で、JR常磐線に並行する。取手市内の終点・谷中交差点で、茨城県道208号長沖藤代線（国道6号旧道）と接続する。

### 路線データ
- 起点：茨城県取手市青柳（茨城県道11号取手東線交点）
- 終点：茨城県取手市谷中（茨城県道208号長沖藤代線交点＝谷中交差点）
- 総延長：4.241 km[1]
- 重用延長：なし[1]
- 未供用延長：なし[1]
- 実延長：4.241 km[1]
- 自動車交通不能区間延長[注釈 1]：なし[1]
- 幅員
  - 取手市桑原 - 井野：16・22m（車道部6.0m/2車線）[2]

## 歴史
1965年（昭和40年）に新たな一般県道として、北相馬郡取手町大字取手（現、取手市）を起点とし、北相馬郡藤代町大字谷中（現、取手市谷中）の終点まで至る区間を茨城県が県道路線認定した。1995年（平成7年）に、整理番号変更により現在の整理番号229となり、現在に至る。
取手バイパスが供用されるまでは一級国道6号の本線として使用されていた。1963年以前の沿革については水戸街道、国道6号を参照。

### 年表
- 1963年（昭和38年）：取手バイパスが供用され、国道6号の本線が移る。
- 1965年（昭和40年）2月12日
  - 水戸街道の名残である、現在の取手谷中線（北相馬郡取手町大字取手 - 北相馬郡藤代町大字谷中）が路線認定される[3]。
  - 道路区域を、北相馬郡取手町大字取手 県道小巻取手線分岐から、北相馬郡藤代町大字谷中 1級国道6号線交点[注釈 2]まで（延長4,777 m）とし、供用開始[4]。
- 1995年（平成7年）3月30日：整理番号375から現在の番号（整理番号229）に変更される[5]。
- 2012年（平成24年）7月2日：取手市井野 - 同市桑原にバイパスを整備する道路区域指定[6]。
- 2015年（平成27年）11月25日
  - 都市計画道路上新町環状線の取手市井野 - 同市桑原 - 青柳間の常磐線跨線橋を含むバイパス道路が開通[7][2]。
  - 都市計画道路上新町環状線の井野 - 桑原間が取手市の管理となる[8]。

## 路線状況
取手市井野 - 桑原（国道6号）を結ぶバイパス（都市計画道路 3・4・3号 上新町環状線）は、取手市街地の環状道路整備事業の一部区間として平成19年度に都市計画事業認可を受け事業が進められた街路で、取手市管理の本県道のバイパス道路の扱いでもある。2011年（平成23年）から着工されたJR常磐線をまたぐ跨線橋である桑原陸橋は、2015年（平成27年）に完成・供用したことにより、取手市街地を中心とした環状道路である上新町環状線の全線が開通した。
道路法の規定に基づき、取手市青柳（主要地方道取手東線交差） - 同市井野（東日本ガス株式会社）間は、緊急輸送道路として機能を維持するため、災害発生時の被害拡大防止を目的に道路用地内に電柱を建てることが制限されている。

### 道路施設
- 行善田橋（相野谷川、取手市井野）

## 地理

### 通過する自治体
- 茨城県
  - 取手市

### 交差する道路
- 茨城県道11号取手東線（茨城県取手市青柳・起点）
- 茨城県道208号長沖藤代線（茨城県取手市谷中・終点 谷中交差点）

### 沿線
- 取手青果市場（取手市青柳）
- 東取手病院（取手市井野）
- 光風台団地（取手市光風台）
- 取手市立六郷小学校（取手市清水）